# Beauts de Buffalo
Les Beauts de Buffalo (en anglais Buffalo Beauts) étaient une équipe professionnelle de hockey sur glace féminin située à Buffalo aux États-Unis et jouant dans la Ligue nationale féminine de hockey. Fondée en 2015 lors de la création de la ligue, l'équipe disputait ses matchs à domicile au HarborCenter, à Buffalo, centre d'entraînement des Sabres de Buffalo avec qui l'équipe était affiliée. Elle a remporté la Coupe Isobel en 2017.

## Historique
Les Beauts réalise leur premier camp d'été le 23 et 24 mai 2015, à destination des joueuses sans contrats. En juillet 2015, l'équipe signe la gardienne double médaillée d'argent olympique Brianne McLaughlin, faisant d'elle la première joueuse signée par la franchise.
L'équipe joue son premier match le 11 octobre 2015 à domicile, le match se solde par une défaite 4 à 1 contre le Pride de Boston. Lors du match du 25 octobre 2015 contre la même équipe, Brianne McLaughlin laisse passer trois buts de Brianna Decker, permettant le premier tour du chapeau de l'histoire de la ligue.
Les Beauts terminent leur première saison troisième sur quatre équipes, devant les Riveters de New York. Dans la demi-finale inaugurale de la Coupe Isobel, Buffalo affronte le Whale du Connecticut. Bien que le Whale ait réalisé une saison parfaite contre les Beauts, ces dernières bouleversent les prédictions en gagnant les deux derniers matchs, allant ainsi affronter le Pride de Boston en finale. Les Beauts perdent deux matchs d'affilée et terminent seconde des séries.
Le 7 octobre 2016, l'attaquant Harrison Browne fait son coming-out en tant qu'homme transgenre et devient ainsi le premier athlète ouvertement transgenre dans une équipe sportive professionnelle américaine.
La même année, les Beauts remportent la Coupe Isobel 2017 dans une victoire surprenante contre les championnes en titre de Boston. C'est la première victoire d'une équipe de hockey professionnel à Buffalo depuis la Coupe Calder des Bisons de Buffalo de la Ligue Américaine de Hockey en 1970.

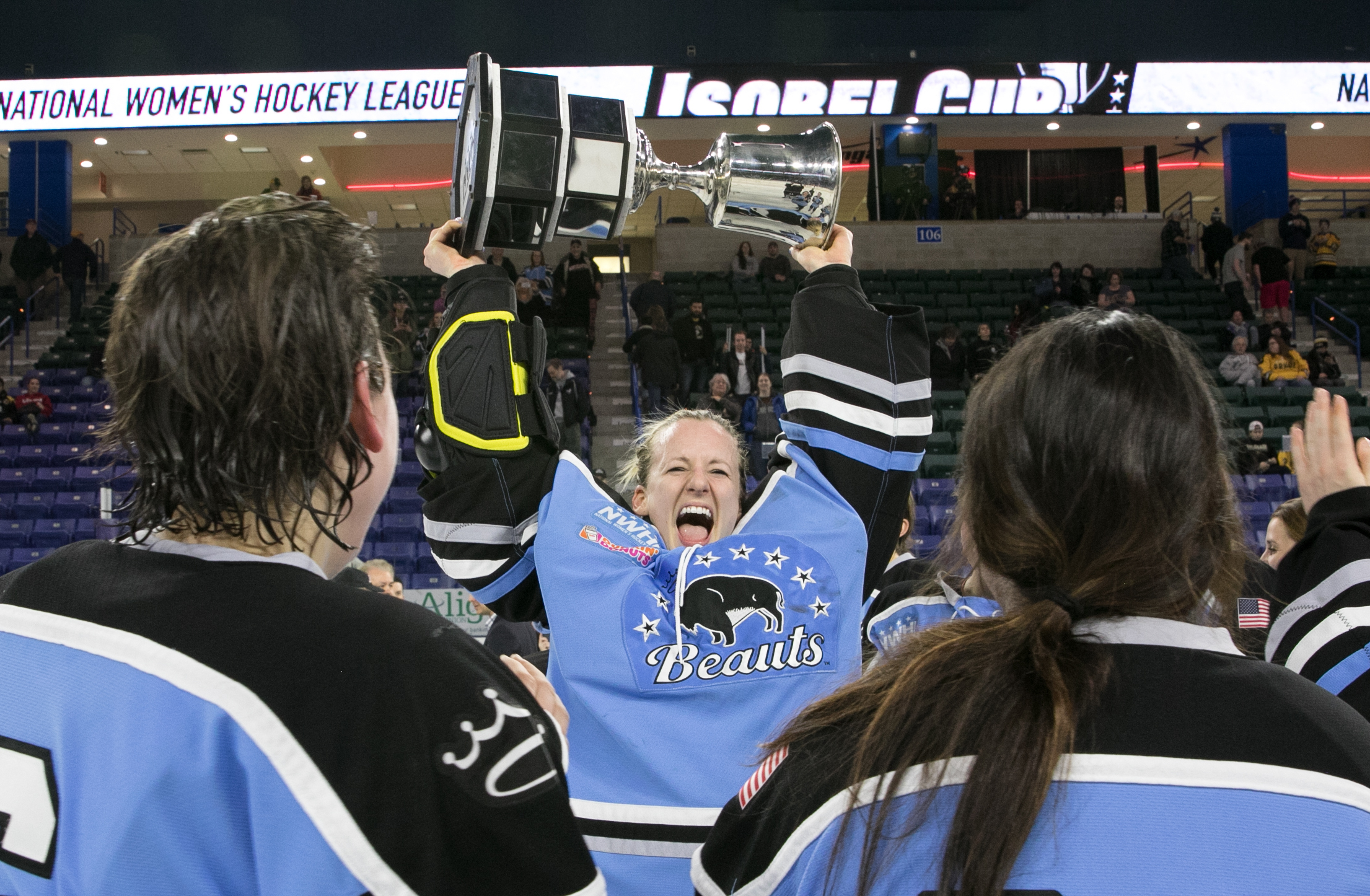
Brianne McLaughlin célébrant la victoire la Coupe Isobel en 2017.

Par la suite, les Beauts signent trois superstars de l'équipe du Thunder de Brampton de la LCHF le 31 août 2017 : Jess Jones, Sarah Edney et Rebecca Vint.
Le 21 décembre 2017, Pegula Sports and Entertainment, propriétaires des Bills de Buffalo, des Sabres de Buffalo et du centre sportif HarborCenter annoncent le rachat des Beauts. C'est la première et seule équipe (en 2018) à ne pas être possédée par la LNHF. C'est aussi la première équipe professionnelle féminine de hockey en Amérique du Nord qui appartient à un propriétaire d'une équipe de Ligue nationale de hockey.
Le 27 juin 2018, les Beauts signent la gardienne de l'équipe nationale du Canada Shannon Szabados. Szabados n'a joué que dans des ligues professionnelles masculines telles que la Southern Professional Hockey League et est la première femme à réaliser un blanchissage dans une ligue masculine.
Le 8 mai 2019, la ligue annonce qu'elle reprend le contrôle financier de l'équipe après une négociation avec le groupe Pegula ce qui la place à nouveau comme l'unique propriétaire des cinq franchises de la ligue. S'ensuit au cours du mois de mai le changement du directeur général, puis un peu plus tard de l'entraineur chef .

## Bilans par saisons
| Saison    | PJ | V  | D  | DP | BP | BC | Pts | Classement | Séries éliminatoires                                                         |
| --------- | -- | -- | -- | -- | -- | -- | --- | ---------- | ---------------------------------------------------------------------------- |
| 2015-2016 | 18 | 5  | 9  | 4  | 56 | 66 | 14  | 3e place   | 2-1 Whale du Connecticut 0-2 Pride de Boston                                 |
| 2016-2017 | 17 | 6  | 10 | 1  | 44 | 68 | 13  | 3e place   | 4-2 Metropolitan Riveters 3-2 Pride de Boston Championnes de la coupe Isobel |
| 2017-2018 | 16 | 12 | 4  | 0  | 51 | 41 | 24  | 2e place   | 3-2 Pride de Boston 0-1 Metropolitan Riveters                                |
| 2018-2019 | 16 | 11 | 4  | 1  | 57 | 25 | 23  | 2e place   | 4-0 Pride de Boston 1-2 Whitecaps du Minnesota                               |

## Personnalités

### Joueuses

#### Effectif actuel

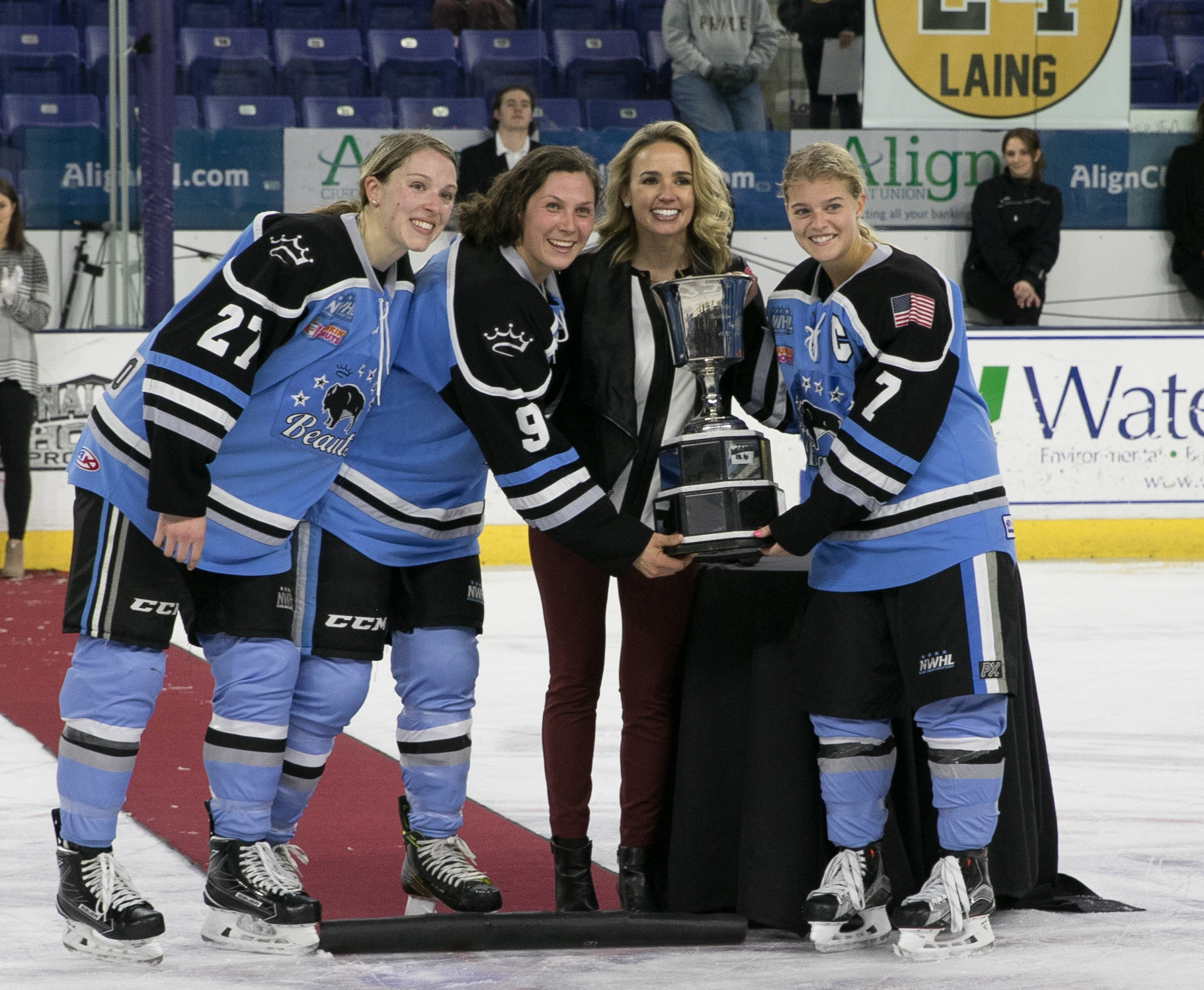
Emily Pfalzer accepte la Coupe Isobel en 2017

| No    | Nom                 | Nat. | Position              | Arrivée                                                 |
| ----- | ------------------- | ---- | --------------------- | ------------------------------------------------------- |
| +003, | Brooke Stacey       |      | Attaquante            | 2019 - Linköpings HC (SDHL)                             |
| +004, | Marie-Jo Pelletier  |      | Défenseure            | 2019 - New Hampshire (NCAA)                             |
| +005, | Lenka Čurmová       |      | Défenseure            | 2019 -                                                  |
| +006, | Erin Gehen          |      | Attaquante            | 2019 -                                                  |
| +007, | Emma Ruggiero       |      | Attaquante            | 2019                                                    |
| +008, | Iveta Klimášová     |      | Attaquante            | 2019                                                    |
| +011, | Megan Delay         |      | Défenseure            | 2019 - Thunder de Markham (LCHF                         |
| +012, | Ana Orzechowski     |      | Défenseure            | 2019 - Tigers de RIT (NCAA)                             |
| +015, | Kandice Sheriff     |      | Attaquante            | 2019 - Tigers de RIT (NCAA)                             |
| +016, | Maddie Norton       |      | Attaquante            | 2019 -                                                  |
| +017, | Cassidy Macpherson  |      | Attaquante            | 2019 - Friars de Providence (NCAA)                      |
| +018, | Richelle Skarbowski |      | Défenseure            | 2019                                                    |
| +019, | Ashley Birdsall     |      | Défenseure/Attaquante | 2019 - Whitecaps du Minnesota                           |
| +021, | Kim Brown           |      | Attaquante            | 2018 - Badgers de Brock (U Sports)                      |
| +022, | Becki Bowering      |      | Attaquante            | 2018 - Lady Blues de l'université de Toronto (U Sports) |
| +023, | Corinne Buie – C    |      | Attaquante            | 2016 - Pride de Boston                                  |
| +031, | Kelsey Neumann      |      | Gardienne de but      | 2016 - Plattsburgh State Cardinals (NCAA III)           |
| +033, | Tzu-Ting Hsu        |      | Gardienne de but      | 2019 -                                                  |
| +037, | Mariah Fujimagari   |      | Gardienne de but      | 2019 - Blades de Worcester (LCHF)                       |
| +070, | Nikki Kirchberger   |      | Attaquante            | 2019 -                                                  |
| +088, | Sara Bustad         |      | Attaquante/Défenseure | 2019 - Golden Gophers du Minnesota (NCAA)               |
| +095, | Taylor Accursi      |      | Attaquante            | 2017 - Lakers de Mercyhurst (NCAA)                      |

#### Capitaines
- 2015 - 2017 : Emily Pfalzer[4]
- 2017 - En cours : Corinne Buie

#### Joueuses notables
- Brianne McLaughlin (Équipe étoile en 2016, Meilleure Joueuse en 2017)
- Megan Bozek (Meilleure défenseure de l'année en 2017)

#### Choix de premier tour
Ce tableau permet de présenter le premier choix de l'équipe lors du repêchage d'entrée de la LNHF qui a lieu chaque année depuis 2015.
| Année | Joueuse           | Choix       | Équipe junior                         |
| ----- | ----------------- | ----------- | ------------------------------------- |
| 2015  | Courtney Burke    | 4e au total | Badgers du Wisconsin (NCAA)           |
| 2016  | Lee Stecklein     | 2e au total | Golden Gophers du Minnesota (NCAA)    |
| 2017  | Kennedy Marchment | 2e au total | Skating Saints de St. Lawrence (NCAA) |
| 2018  | Megan Keller      | 3e au total | Eagles de Boston College (NCAA)       |

### Dirigeants

#### Entraineurs chefs
- 2015 - 2016 : Shelley Looney
- 2016 - 2017 : Ric Seiling et Craig Muni
- 2017 - 2019 : Ric Seiling
- 2019 - En cours : Pete Perram [10]

#### Directeurs généraux
| N° | Nom          | Engagement | Départ   | Remarques |
| -- | ------------ | ---------- | -------- | --- |
| 1  | Linda Mroz   | 2015       | 2016     | |
| 2  | Ric Seiling  | 2016       | 2017     | Durant cette année, il occupe le poste d'entraineur chef et de directeur général. Il remporte la coupe Isobel, et devient entraineur chef à temps complet l'année suivante. |
| 3  | Nik Fattey   | 2017       | 2019     | |
| 4  | Mandy Cronin | 2019       | En cours | |